# مرغابی مکزیکی

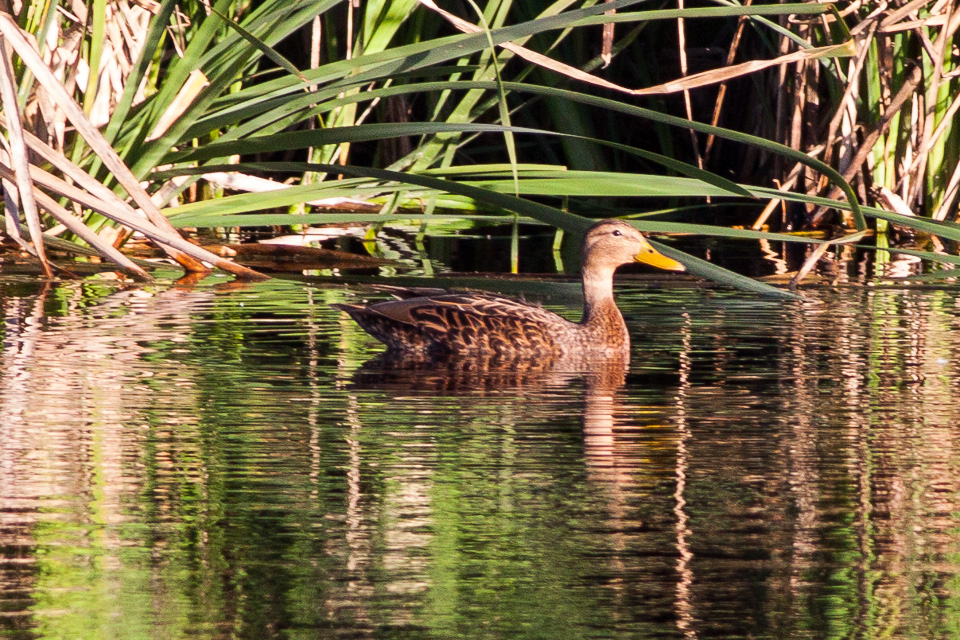
مرغابی مکزیکی در آب

مرغابی مکزیکی (نام علمی: Anas diazi) نام یک گونه از سرده مرغابی‌ها است.